# Gornji Vijačani (dio)
Gornji Vijačani (dio) su dio naseljenog mjesta u sastavu općine Prnjavor, Republika Srpska, BiH. Drugi dio sela nalazi se u sastavu općine Čelinac, Republika Srpska, BiH, pod imenom Vijačani Gornji.

## Stanovništvo
| Gornji Vijačani (dio) |                |                |                |
| godina popisa         | 1991.          | 1981.          | 1971.          |
| Srbi                  | 1.046 (97,39%) | 1.340 (98,45%) | 1.399 (99,07%) |
| Hrvati                | 2 (0,18%)      | 0              | 1 (0,07%)      |
| Muslimani             | 0              | 4 (0,29%)      | 5 (0,35%)      |
| Jugoslaveni           | 22 (2,04%)     | 17 (1,24%)     | 4 (0,28%)      |
| ostali i nepoznato    | 4 (0,37%)      | 0              | 3 (0,21%)      |
| ukupno                | 1.074          | 1.361          | 1.412          |